# Brzeście (województwo zachodniopomorskie)
Brzeście (niem.: Hohenzollerndorf) – wieś w Polsce położona w województwie zachodniopomorskim, w powiecie sławieńskim, w gminie Sławno.

## Historia
Po I wojnie światowej w wyniku kryzysu gospodarczego zjawiskiem powszechnym były parcelacje majątków junkierskich. Nowa osada Brzeście powstała (wraz z liniowymi koloniami) na owalnym planie, gdzie centralny plac pełnił funkcje ogólnowioskowe, wokół niego rozlokowane były zagrody chłopskie. W roku 1945 w Brześciu było 50 gospodarstw o areale od 3,36 ha do 11,25 ha.
W latach 1975–1998 miejscowość administracyjnie należała do województwa słupskiego.